# David Heinemann

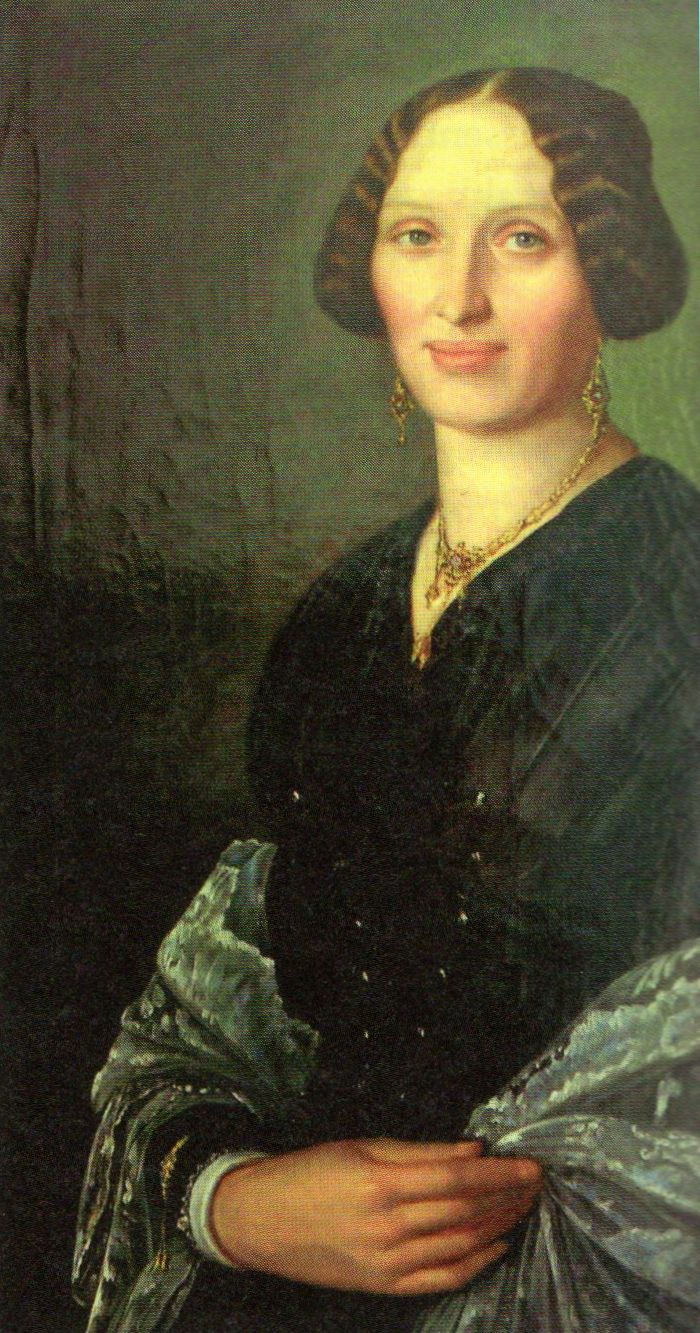
Porträt der Anna Maria Hirnbein

David Heinemann (* 11. Juli 1819 in Schlipsheim, heute Ortsteil von Neusäß; † 1. März 1902 in München) war ein deutscher Porträtmaler und Kunsthändler.

## Leben
Heinemann studierte bei Johann Geyer in Augsburg und ab 1838 an der Akademie der Bildenden Künste in München, wo er bei Hermann Anschütz und Heinrich Maria von Hess lernte. 1853 heiratete er Theresia Reh aus Wassertrüdingen.
Heinemann malte zunächst biblische und klassisch-mythologische Motive, später dann Motive aus dem bürgerlichen Milieu und Porträts. Von Heinemann wurden ein Selbstporträt, das sich heute im Münchner Stadtmuseum befindet, und das Bild Die Schmückung der Braut bekannt. Im Jahr 1848 porträtierte er das Ehepaar Hirnbein. 1872 gründete er in München eine Kunsthandlung und Galerie, die sich zunächst in Räumlichkeiten am Promenadeplatz, dann in der Prinzregentenstraße und zuletzt ab 1902 am Lenbachplatz befand. Seine Söhne übernahmen die Galerie und leiteten auch Niederlassungen in Frankfurt am Main, Bad Kissingen und Nizza. Das später von seinem Enkel Fritz Heinemann geführte Geschäft wurde während der nationalsozialistischen Herrschaft im September 1938 „arisiert“ und bestand nach dem Krieg bis 1954 als Galerie am Lenbachplatz.